# Hvad vil De ha'?
Hvad vil De ha'? er en dansk film fra 1956. Musik og dans i dette revyshow.
- Manuskript Tao Michaëlis.
- Instruktion Jens Henriksen og Preben Neergaard.

Blandt de medvirkende kan nævnes:
- Asbjørn Andersen
- Paul Hagen
- Max Hansen
- Hans Kurt
- Buster Larsen
- Preben Mahrt
- Louis Miehe-Renard
- Ole Monty
- Preben Neergaard
- Henry Nielsen
- Dirch Passer
- Kjeld Petersen
- Preben Lerdorff Rye
- Ove Sprogøe
- Henrik Wiehe
- Grete Frische
- Sigrid Horne-Rasmussen
- Birgitte Reimer
- Jessie Rindom
- Bodil Steen
- Marguerite Viby